# Khanpur
Khanpur — метеорит-хондрит масою 3698 грам.